# Pulau Masalembu Kecil
Pulau Masalembu Kecil är en ö i Indonesien. Den ligger i den västra delen av landet, 800 km öster om huvudstaden Jakarta. Arean är 8,1 kvadratkilometer.
Terrängen på Pulau Masalembu Kecil är platt. Öns högsta punkt är 46 meter över havet. Den sträcker sig 3,9 kilometer i nord-sydlig riktning, och 3,4 kilometer i öst-västlig riktning.